# Pediobomyia brevicaulis
Pediobomyia brevicaulis is een vliesvleugelig insect uit de familie Eulophidae. De wetenschappelijke naam is voor het eerst geldig gepubliceerd in 2002 door Hansson.